# María Diega Desmaissières y Sevillano

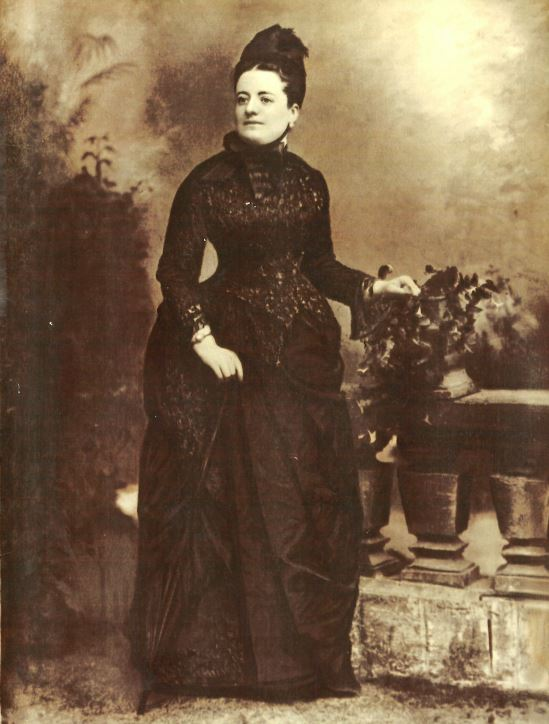
María Diega Desmaissières y Sevillano, aristócrata y mecenas española, titulada condesa de la Vega del Pozo y duquesa de Sevillano.

María Diega Desmaissières y Sevillano (n. Madrid; 16 de junio de 1852 - f. Burdeos; 9 de marzo de 1916) fue una aristócrata y mecenas española, IV duquesa de Sevillano, III marquesa de Fuentes de Duero (desde 1884), VII marquesa de los Llanos de Alguazas (desde 1861) y condesa de la Vega del Pozo, condesa de Goyeneche y Vizcondesa de Valero. Fundó y mandó construir en Guadalajara la Casa-Asilo de San Diego, hoy colegio de Adoratrices, y el monumental panteón familiar, que constituye uno de los edificios más significativos de la ciudad.

## Biografía
Fue hija de Diego María Desmaissières y López de Dicastillo, conde de la Vega del Pozo y marqués de los Llanos de Alguazas, embajador de España en Bélgica e Italia, y de María Nieves Sevillano y Sevillano, marquesa de Fuentes de Duero y duquesa de Sevillano. Los Desmaisieres eran unos nobles de origen belga: el primero en llegar a España fue su bisabuelo Arnaldo que se casó con una dama de León con la que tuvo entre otros  un hijo llamado Miguel que alcanzó en grado de general y que se casó con una mujer de la nobleza navarra con la que tuvo nueve hijos entre ellos Diego, padre de la futura Duquesa de Sevillano, que  desempeñó diferentes cargos en la Diplomacia y también fue un próspero hombre de negocios, lo que le permitió conocer al acaudalado duque de Sevillano, que le ofreció la mano de su segunda hija con una cuantiosa dote que consiguió aumentar. El matrimonio tuvo dos hijas, la primera fallecida a los tres años, quedando como hija única precisamente Diega, que recibió así una cuantiosa herencia que se vería incrementada por parientes colaterales como su tía la Vizcondesa de Jorbalán, elevada a los altares como Santa María Micaela. Heredera única de una de las fortunas más importantes de España,[cita requerida] la dedicó a mejorar las condiciones sociales de los alcarreños pobres. 
Proyectó construir en los alrededores de Guadalajara un gran complejo educativo y de acogida: lo que serían la Escuela-Modelo y el Asilo, que estaría acompañado de una iglesia conmemorativa de su tía, santa María Micaela del Santísimo Sacramento, y de un gran panteón que sirviera para acoger los restos de toda su familia, y los suyos propios. El Panteón de la Duquesa de Sevillano se construyó entre los años 1882 y 1916, bajo diseño y dirección del arquitecto burgalés Ricardo Velázquez Bosco. 
Falleció repentinamente el 9 de marzo de 1916 en el Hotel de France de Burdeos, a donde había acudido para ser examinada por médicos bordeleses, dejando una cuantiosa herencia cifrada en 80 millones de pesetas de la época. Su cadáver, llegó finalmente en tren a Guadalajara capital, donde se celebraron solemnes funerales presididos por Antonio Maura y por el diputado Brocas, en representación del Conde de Romanones, presidente del Gobierno.
En 1888, el Ayuntamiento de Guadalajara, agradecido por sus obras en la ciudad, la nombró Hija Adoptiva, siendo alcalde constitucional Ceferino Muñoz, que le entregó en un solemne acto protocolario un hermoso diploma, una obra maestra del académico José María López-Merlo, en el que aparecía el escudo heráldico completo de la señora así como  alusiones a sus desvelos en favor de las artes, las ciencias y la caridad. En 2003, el Ayuntamiento de Guadalajara  entre los nueve bustos de bronce que colocó en el paseo más importante de la ciudad (Fernández Iparraguirre, conocido popularmente como Paseo de las Cruces) con las principales figuras de la historia de la ciudad situó el de María Diega, siendo a su vez la única mujer entre ellos.